# Neritos neretina
Neritos neretina là một loài bướm đêm thuộc phân họ Arctiinae, họ Erebidae.